# Sigge Widegren
Per Gunnar Sigward "Sigge" Widegren, född 22 oktober 1914 i Stockholm, död 20 augusti 1975 i Luleå, var en svensk målare och tecknare.
Han var gift med Gitten Widegren. Han tjänstgjorde vid Skeppsgossekåren i Marstrand 1931–1934, Kungliga flottan 1934–1936 och vid Örlogsvarvet i Stockholm 1936–1940. Som konstnär började han experimentera med måleri i mitten av 1930-talet och utvecklade efter hand en naivistisk stil snarlik Olle Olsson Hagalund målningar. Han var helt autodidakt men fick möjlighet att studera konst under sina resor som sjöman till Lissabon, Palermo, Aten, Istanbul och Alexandria. Många av hans målningar bär spår från dessa platser och visar spår av många sociala och exotiska miljöer. Separat ställde han bland annat ut på Galerie Acté i Stockholm och i Finspång, Luleå och Älvsbyn. Tillsammans med Gerry Eckhardt ställde han ut i Boden 1957. Han medverkade i ett flertal samlingsutställningar bland annat Fem yngre östgötamålare i Norrköping och Fem östgötamålare i Ystad. Widegren är representerad vid Norrköpings Konstmuseum och Ystads konstmuseum.